# 바틸루티크티스 타라네즈이
바틸루티크티스 타라네즈이(Bathylutichthys taranetzi)는 페르카목 물수배기과에 속하는 조기어류 물고기의 일종이다. 바틸루티크티스속(Bathylutichthys)의 유일종이다. 쏨뱅이목 바틸루티크티스과(Bathylutichthyidae)로 분류하기도 한다. 심해어류로 몸길이는 보통 10cm 정도이다. 남극해의 사우스조지아 사우스샌드위치 제도 근처의 수심 1,650m 깊이에서만 발견된다.